# Sami Chouchi
Sami Chouchi, né le 22 mars 1993, est un judoka belge qui évolue dans la catégorie des moins de 73 kg jusqu'en 2016, puis dans la catégorie des moins de 81 kg (poids mi-moyens) jusqu'en 2022 et enfin dans la catégorie des moins de 90 kg à partir de 2023.
Il est affilié au Judo Club La Chênaie à Uccle à Bruxelles.

## Palmarès
En catégorie légers (-73 kg)
- En junior :
  -  Médaille de bronze au Championnat d'Europe 2013.
- En sénior :
  -  Médaille d'or au tournoi International de Visé 2014.
  -  Médaille de bronze au tournoi World Cup de Prague 2014.
  -  Médaille de bronze au tournoi World Cup de Tunis 2015.
  -  Médaille d'argent au tournoi World Cup de Sofia 2015.

En catégorie mi-moyens (-81 kg)
- Médaille de bronze au tournoi World Cup de Katowice 2017.
- Médaille de bronze au tournoi World Cup de Sofia 2018.
- Médaille d'argent aux Championnats d'Europe 2018.
- Médaille d'or au tournoi Grand Prix de Cancún 2018.
- Médaille de bronze au tournoi Grand Prix de Tel Aviv 2019.
- Médaille de bronze au tournoi Grand Prix de Tachkent 2019.
- Médaille de bronze au tournoi Grand Chelem de Tachkent 2021.
- Médaille d'or au tournoi Grand Chelem de Tbilissi 2021.
- Médaille de bronze au tournoi Grand Chelem de Paris 2022.
- Médaille de bronze aux Championnats d'Europe 2022.
- Médaille de bronze au tournoi Grand Prix de Zagreb 2023.

| Tournoi                 | Cat.   | 2011 | 2012 | 2013 | 2014 | 2015 | 2016 | 2017 | 2018 | 2019 | 2020 | 2021 | 2022 | 2023 | 2024 |
| ----------------------- | ------ | ---- | ---- | ---- | ---- | ---- | ---- | ---- | ---- | ---- | ---- | ---- | ---- | ---- | ---- |
| Championnats du monde   | -73 kg | –    | –    | –    | –    | 17e  |      |      |      |      |      |      |      |      |      |
| Championnats du monde   | -81 kg |      |      |      |      |      |      | –    | 9e   | 9e   | x    | 7e   | 9e   |      |      |
| Championnats du monde   | -90 kg |      |      |      |      |      |      |      |      |      |      |      |      | 9e   | 9e   |
| Championnats d'Europe   | -73 kg | –    | –    | –    | 9e   | 33e  |      |      |      |      |      |      |      |      |      |
| Championnats d'Europe   | -81 kg |      |      |      |      |      |      | 17e  | 2e   | 9e   | 5e   | 7e   | 3e   |      |      |
| Championnats d'Europe   | -90 kg |      |      |      |      |      |      |      |      |      |      |      |      | 9e   | 9e   |
| Championnat de Belgique | -73 kg | 1er  | –    | –    | –    |      |      |      |      |      |      |      |      |      |      |
| Championnat de Belgique | -81 kg |      |      |      |      | 1er  |      | 1er  | 2e   | –    | x    | –    | –    | –    |      |